# 米哈伊尔·瓦西里耶维奇·舒莱金
米哈伊尔·瓦西里耶维奇·舒莱金（俄语：Михаил Васильевич Шулейкин；1884年11月2日（儒略历10月21日）—1939年7月17日），俄罗斯无线电技师，苏联科学院院士（1939年）。